# Rio Lajeado Sertão
O rio Lajeado Sertão é um curso de água do estado de Santa Catarina, no Brasil, e que nasce no município de Cunha Porã.
É um curso de pouco volume  e corta os município de Cunha Porã e Caibi, desaguando no rio São Domingos, em Caibi. O curso de água dá origem ao nome de uma importante microbacia trabalhada pelo projeto Microbacias 2, do governo do estado de Santa Catarina, financiado com recursos do Banco Mundial.